# Bernsbach
Bernsbach – dzielnica miasta Lauter-Bernsbach w Niemczech, w kraju związkowym Saksonia, w powiecie Erzgebirgskreis (do 31 lipca 2008 w powiecie Aue-Schwarzenberg). Do 29 lutego 2012 należała do okręgu administracyjnego Chemnitz.
Do 31 grudnia 2012 samodzielna gmina, która dzień później z miastem Lauter/Sa. utworzyła nowe miasto Lauter-Bernsbach.

## Geografia
Bernsbach rozciąga się od doliny rzeki Schwarzwasser po górę Spiegelwald (728 m n.p.m.), skąd rozciąga się widok na miasta Aue i Schwarzenberg/Erzgeb. To doprowadziło do nazwania Bernsbach „Balkon des Erzgebirges” (pol. Balkon Rudaw).

## Bibliografia

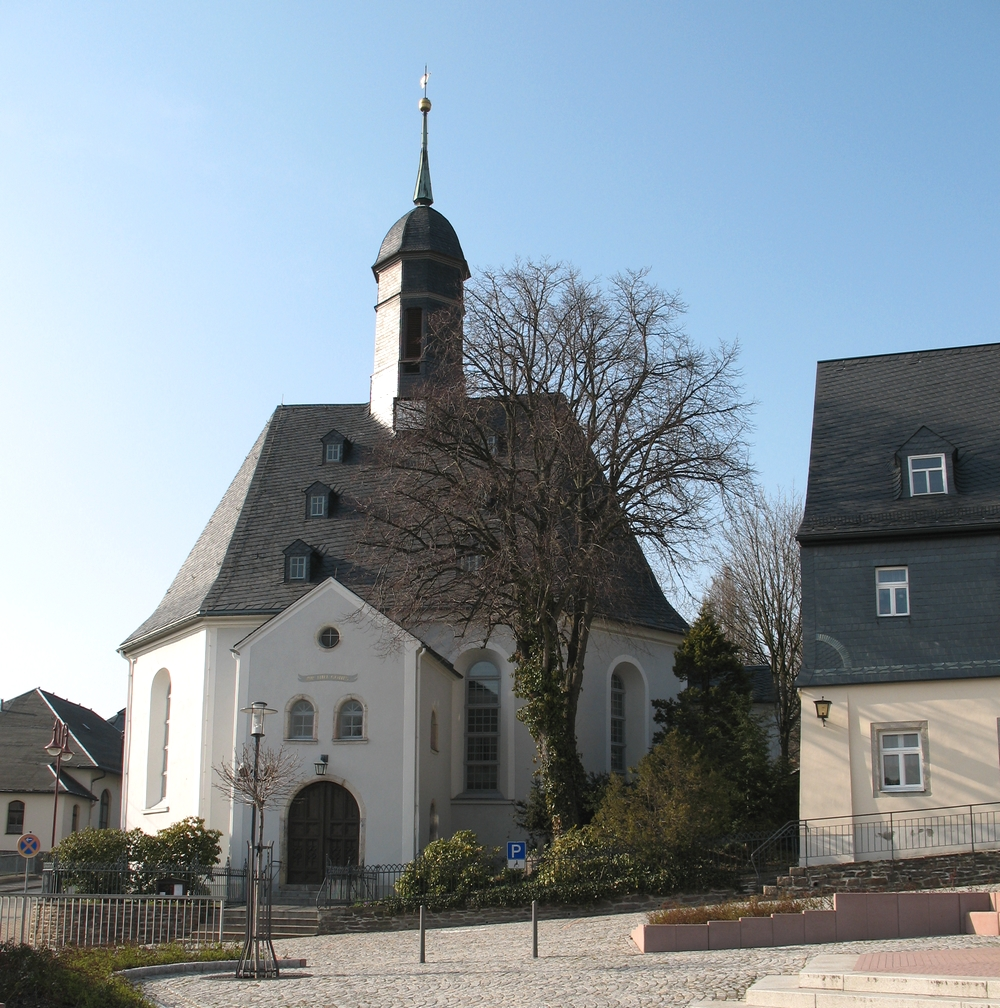
Kościół w Bernsbach

## Współpraca
Miejscowość partnerska:
- Vohenstrauß, Bawaria